# Pukkisaari (ö i Kajanaland, Kehys-Kainuu, lat 64,21, long 29,60)
Pukkisaari är en ö i Finland. Den ligger i sjön Lentua och i kommunen Kuhmo i den ekonomiska regionen  Kehys-Kainuu  och landskapet Kajanaland, i den centrala delen av landet, 500 km nordost om huvudstaden Helsingfors. Öns area är 9,9 hektar och dess största längd är 0,7 kilometer i öst-västlig riktning.